# كأس أوروبا 1963–64
كأس أوروبا 1963-64 هو الموسم التاسع من بطولة دوري أبطال أوروبا والتي كانت تُسمى في ذلك الوقت بكأس أوروبا، فاز بالبطولة فريق إنتر ميلان للمرة الأولى في تاريخه بعد تغلبه على فريق ريال مدريد 3-1، أقيمت المبارة النهائية بين الفريقين على ملعب إرنست هابل في العاصمة النمساوية فيينا بتاريخ 27 مايو من عام 1964.

## الدور التمهيدي
| الفريق الأول     | إجم. | الفريق الثاني       | مباراة الذهاب | مباراة الإياب |
| ---------------- | ---- | ------------------- | ------------- | ------------- |
| نادي إيفرتون     | 0–1  | إنتر ميلان          | 0–0           | 0–1           |
| نادي موناكو      | 8–3  | أيك أثينا           | 7–2           | 1–1           |
| هكا              | 4–5  | جينيس إيسش          | 4–1           | 0–4           |
| نادي بارتيزان    | 6–1  | أنورثوسيس فاماغوستا | 3–0           | 3–1           |
| غورنيك زابجه     | 1–1  | أوستريا فيينا       | 1–0           | 0–1           |
| دوكلا براغ       | 8–0  | نادي فاليتا         | 6–0           | 2–0           |
| ليسبورن ديستليري | 3–8  | نادي بنفيكا         | 3–3           | 0–5           |
| نادي لين         | 3–7  | بوروسيا دورتموند    | 2–4           | 1–3           |
| نادي دوندالك     | 2–4  | نادي زيورخ          | 0–3           | 2–1           |
| غلطة سراي        | 4–2  | نادي فيرينكفاروسي   | 4–0           | 0–2           |
| بارتيزاني تيرانا | 2–3  | سبارتاك بلوفديف     | 1–0           | 1–3           |
| نادي إيسبيرغ     | 4–11 | نادي آيندهوفن       | 3–4           | 1–7           |
| ستاندارد لييج    | 1–2  | نادي نوركوبنغ       | 1–0           | 0–2           |
| دينامو بوخارست   | 3–0  | كارل زايس يينا      | 2–0           | 1–0           |
| نادي رينجرز      | 0–7  | ريال مدريد          | 0–1           | 0–6           |

1 غورنيك زابجه فاز على أوستريا فيينا 2-1 في مباراة فاصلة في الدور الأول.
ملاحظة: للمرة الأولى في البطولة، لم يشارك نادي ميلان حامل اللقب.

### مباريات الذهاب
| نادي إيفرتون | 0–0   | إنتر ميلان |
| ------------ | ----- | ---------- |
|              | تقرير |            |

| نادي موناكو                                                          | 7–2   | أيك أثينا                    |
| -------------------------------------------------------------------- | ----- | ---------------------------- |
| لوسيان كوسو 9'، 31'، 42'، 57' · يفون دويس 17'، 87' · كريمو جبريل 22' | تقرير | نيستوريديس 80' · تاسيموس 82' |

| هكا                                           | 4–1   | جينيس إيسش     |
| --------------------------------------------- | ----- | -------------- |
| كومبولامبي 5'، 68' · جوهاني بيلتونين 42'، 76' | تقرير | مارسيل ذيس 10' |

| نادي بارتيزان                                         | 3–0   | أنورثوسيس فاماغوستا |
| ----------------------------------------------------- | ----- | ------------------- |
| فلاديكا كوفاتشيفيتش 50' (ض.ج)، 65' · ميلان غاليتش 88' | تقرير |                     |

| غورنيك زابجه      | 1–0   | أوستريا فيينا |
| ----------------- | ----- | ------------- |
| رومان لينتنير 71' | تقرير |               |

| دوكلا براغ                                                                               | 6–0   | نادي فاليتا |
| ---------------------------------------------------------------------------------------- | ----- | ----------- |
| رودولف كوسيرا 1'، 61'، 85' · فرانتشيك شافرانيك 8' · يان بروموفسكي 55' · جوزيف جيلينك 60' | تقرير |             |

| ليسبورن ديستليري                                    | 3–3   | نادي بنفيكا                           |
| --------------------------------------------------- | ----- | ------------------------------------- |
| جون كينيدي 1' · كيني هاميلتون 35' · فريد إليسون 79' | تقرير | سيرافيم بيريرا 15'، 60' · أوزيبيو 58' |

| نادي لين                           | 2–4   | بوروسيا دورتموند                                           |
| ---------------------------------- | ----- | ---------------------------------------------------------- |
| هارالد بيرغ 32' · أولي ستافروم 33' | تقرير | لوثار إيمريك 18' · آكي سكميدت 60' · رينهولد ووساب 65'، 76' |

| نادي دوندالك | 0–3   | نادي زيورخ                                  |
| ------------ | ----- | ------------------------------------------- |
|              | تقرير | فيرديناند فيلر 15' · بيتر فان بورغ 58'، 68' |

| غلطة سراي                                                     | 4–0   | نادي فيرينكفاروسي |
| ------------------------------------------------------------- | ----- | ----------------- |
| ألتيتنباك 28' · ميتن أوكتاي 50'، 84' (ض.ج) · تاريك كولفير 61' | تقرير |                   |

| بارتيزاني تيرانا | 1–0   | سبارتاك بلوفديف |
| ---------------- | ----- | --------------- |
| كوليك كراخا 65'  | تقرير |                 |

| نادي إيسبيرغ                                          | 3–4   | نادي آيندهوفن                                                |
| ----------------------------------------------------- | ----- | ------------------------------------------------------------ |
| كريستينسين 4' · إيغلد فراندسين 8' · كارل بيرتيلسن 54' | تقرير | بيرت ثيونسين 31' · بيري كيرخوفس 46'، 57' · توون بروسليرز 67' |

| ستاندارد لييج | 1–0   | نادي نوركوبنغ |
| ------------- | ----- | ------------- |
| لويس بيلوت 6' | تقرير |               |

| دينامو بوخارست                   | 2–0   | كارل زايس يينا |
| -------------------------------- | ----- | -------------- |
| آون نونويلر 13' · إميل بيترو 74' | تقرير |                |

| نادي رينجرز | 0–1   | ريال مدريد         |
| ----------- | ----- | ------------------ |
|             | تقرير | فيرينتس بوشكاش 86' |

### مباريات الإياب
| إنتر ميلان       | 1–0   | نادي إيفرتون |
| ---------------- | ----- | ------------ |
| جير دا كوستا 47' | تقرير |              |

إنتر ميلان فاز 1–0 في المجموع.
| أيك أثينا             | 1–1   | نادي موناكو                 |
| --------------------- | ----- | --------------------------- |
| إميليوس ثيوفانديس 66' | تقرير | ثيودوري سكولابسكي 89' (ض.ج) |

موناكو فاز 8–3 في المجموع.
| جينيس إيسش                                                          | 4–0   | هكا |
| ------------------------------------------------------------------- | ----- | --- |
| مارسيل ذيس 17'، 85' · بأول ماي 60' · أنتي نيمنين 84' (هدف في مرماه) | تقرير |     |

جينيس إيسش فاز 5–4 في المجموع.
| أنورثوسيس فاماغوستا | 1–3   | نادي بارتيزان                                               |
| ------------------- | ----- | ----------------------------------------------------------- |
| كوستاس كوكينيس 16'  | تقرير | ميلان غاليتش 25' · ماني باجيك 53' · فلاديكا كوفاتشيفيتش 85' |

بارتيزان فاز 6–1 في المجموع.
| أوستريا فيينا  | 1–0   | غورنيك زابجه |
| -------------- | ----- | ------------ |
| هانز بوزيك 46' | تقرير |              |

تعادل الناديان 1-1 في المجموع.
| أوستريا فيينا  | 1–2   | غورنيك زابجه                       |
| -------------- | ----- | ---------------------------------- |
| يوهان غاير 70' | تقرير | إيرنست بوهل 6' · جيرزي موساليك 20' |

غورنيك زابجه فاز 2–1 في مباراة فاصلة.
| نادي فاليتا | 0–2   | دوكلا براغ                        |
| ----------- | ----- | --------------------------------- |
|             | تقرير | يان غيليتا 67' · جوزيف جيلينك 73' |

دوكلا براغ فاز 8–0 في المجموع.
| نادي بنفيكا                                                            | 5–0   | ليسبورن ديستليري |
| ---------------------------------------------------------------------- | ----- | ---------------- |
| أوزيبيو 24'، 65' · أنتونيو سيمويس 37' · ياوكا 67' · سيرافيم بيريرا 77' | تقرير |                  |

بنفيكا فاز 8–3 في المجموع.
| بوروسيا دورتموند                                | 3–1   | نادي لين         |
| ----------------------------------------------- | ----- | ---------------- |
| فريدهيلم كونيتزكا 35'، 82' · جيرهارد كيليكس 86' | تقرير | أولي ستافروم 63' |

بروسيا دورتموند فاز 7–3 في المجموع.
| نادي زيورخ         | 1–2   | نادي دوندالك                     |
| ------------------ | ----- | -------------------------------- |
| فيرديناند فيلر 79' | تقرير | ديرموت كروس 30' · جيمي هاستي 60' |

زيورخ فاز 4–2 في المجموع.
| نادي فيرينكفاروسي            | 2–0   | غلطة سراي |
| ---------------------------- | ----- | --------- |
| فلوريان ألبرت 21' (ض.ج)، 74' | تقرير |           |

غلطة سراي فاز 4–2 في المجموع.
| سبارتاك بلوفديف                                      | 3–1   | بارتيزاني تيرانا |
| ---------------------------------------------------- | ----- | ---------------- |
| زونيو ستوينوف 9' · هريستو ديشكوف 37' · تودور ديف 67' | تقرير | بانايوت بانو 40' |

سبارتاك بولفديف فاز 3–2 في المجموع.
| نادي آيندهوفن                                                           | 7–1   | نادي إيسبيرغ     |
| ----------------------------------------------------------------------- | ----- | ---------------- |
| بيري كيرخوفس 4'، 36' · بيت جيسينس 8'، 22'، 69' · بيرت ثيونيسين 72'، 89' | تقرير | كارل بيرتيلسن 3' |

آيندهوفن فاز 11–4 في المجموع.
| نادي نوركوبنغ                           | 2–0   | ستاندارد لييج |
| --------------------------------------- | ----- | ------------- |
| أوفي كيندفال 41' · أوريان مارتينسون 60' | تقرير |               |

نوركوبنغ فاز 2–1 في المجموع.
| كارل زايس يينا | 0–1   | دينامو بوخارست     |
| -------------- | ----- | ------------------ |
|                | تقرير | آون تيركوفنيكو 55' |

دينامو بوخارست فاز 3–0 في المجموع.
| ريال مدريد                                                                                    | 6–0   | نادي رينجرز |
| --------------------------------------------------------------------------------------------- | ----- | ----------- |
| فيرينتس بوشكاش 3'، 24'، 49' · إيفاريستو دي ماسيدو 10' · فرانشيسكو خينتو 19' · فيليكس ريوز 78' | تقرير |             |

ريال مدريد فاز 7–0 في المجموع.

## الدور الأول (دور الـ 16)
| الفريق الأول    | إجم. | الفريق الثاني    | مباراة الذهاب | مباراة الإياب |
| --------------- | ---- | ---------------- | ------------- | ------------- |
| غورنيك زابجه    | 3–4  | دوكلا براغ       | 2–0           | 1–4           |
| نادي بنفيكا     | 2–6  | بوروسيا دورتموند | 2–1           | 0–5           |
| جينيس إيسش      | 4–7  | نادي بارتيزان    | 2–1           | 2–6           |
| إنتر ميلان      | 4–1  | نادي موناكو      | 1–0           | 3–1           |
| سبارتاك بولفديف | 0–1  | نادي آيندهوفن    | 0–1           | 0–0           |
| نادي زيورخ      | 2–21 | غلطة سراي        | 2–0           | 0–2           |
| دينامو بوخارست  | 4–8  | ريال مدريد       | 1–3           | 3–5           |
| نادي نوركوبنغ   | 3–6  | إيه سي ميلان     | 1–1           | 2–5           |

1 تعادل الفريقان 2-2 في مباراة أخرى فاصلة، وتأهل زيورخ عن طريق رمي القطعة المعدنية بعد المباراة.

### مباريات الذهاب
| غورنيك زابجه                               | 2–0   | دوكلا براغ |
| ------------------------------------------ | ----- | ---------- |
| جيرزي موساليك 5' · فلودزيميرز لوبانسكي 49' | تقرير |            |

| نادي بنفيكا                      | 2–1   | بوروسيا دورتموند  |
| -------------------------------- | ----- | ----------------- |
| أنتونيو سيمويس 46' · أوزيبيو 67' | تقرير | رينهولد ووساب 54' |

| جينيس إيسش                    | 2–1   | نادي بارتيزان    |
| ----------------------------- | ----- | ---------------- |
| بأول ماي 19' · مارسيل ذيس 82' | تقرير | ميلان غاليتش 33' |

| إنتر ميلان        | 1–0   | نادي موناكو |
| ----------------- | ----- | ----------- |
| نيكولا كيكولو 68' | تقرير |             |

| سبارتاك بولفديف | 0–1   | نادي آيندهوفن    |
| --------------- | ----- | ---------------- |
|                 | تقرير | بيري كيرخوفس 88' |

| نادي زيورخ                                | 2–0   | غلطة سراي |
| ----------------------------------------- | ----- | --------- |
| روساريو مارتينيلي 20' · كلاوس سترومير 83' | تقرير |           |

| دينامو بوخارست     | 1–3   | ريال مدريد                                                    |
| ------------------ | ----- | ------------------------------------------------------------- |
| آون تيركوفنيكو 86' | تقرير | فيليكس ريوز 2' · ألفريدو دي ستيفانو 43' · فرانشيسكو خينتو 87' |

| نادي نوركوبنغ      | 1–1   | إيه سي ميلان          |
| ------------------ | ----- | --------------------- |
| بورن نوردكفيست 58' | تقرير | جاليانو فورتوناتو 83' |

### مباريات الإياب
| دوكلا براغ                                                      | 4–1   | غورنيك زابجه        |
| --------------------------------------------------------------- | ----- | ------------------- |
| رودولف كوسيرا 18'، 45+1' · يوسيف ماسوبست 19' · جوزيف جيلينك 48' | تقرير | زيغفريد سولتيسك 56' |

دوكلا براغ فاز 4–3 في المجموع.
| بوروسيا دورتموند                                                       | 5–0   | نادي بنفيكا |
| ---------------------------------------------------------------------- | ----- | ----------- |
| فريدهيلم كونيتزكا 33' · فرانز برونغز 35'، 37'، 47' · رينهولد ووساب 58' | تقرير |             |

دورتموند فاز 6–2 في المجموع.
| نادي بارتيزان                                                                  | 6–2   | جينيس إيسش                     |
| ------------------------------------------------------------------------------ | ----- | ------------------------------ |
| فلاديكا كوفاتشيفيتش 18'، 39'، 66'، 77' · زفيزدان كيبناك 45' · ميلان غاليتش 57' | تقرير | بيري لانغر 20' · جاكيس باش 58' |

بارتيزان فاز 7–4 في المجموع.
| نادي موناكو            | 1–3   | إنتر ميلان                                           |
| ---------------------- | ----- | ---------------------------------------------------- |
| ثيودوري سكودلابسكي 57' | تقرير | ساندرو ماتسولا 13'، 17' · لويس سواريز ميرامونتيس 90' |

إنتر ميلان فاز 4-1 في المجموع.
| نادي آيندهوفن | 0–0   | سبارتاك بولفديف |
| ------------- | ----- | --------------- |
|               | تقرير |                 |

آيندهوفن فاز 1–0 في المجموع.
| غلطة سراي                       | 2–0   | نادي زيورخ |
| ------------------------------- | ----- | ---------- |
| ميتن أوكتاي 9' (ض.ج)، 50' (ض.ج) | تقرير |            |

تعادل الفريقان 2-2 في المجموع، وتوجها إلى مباراة فاصلة.
| نادي زيورخ                        | 2–2 (و.إ) | غلطة سراي            |
| --------------------------------- | --------- | -------------------- |
| بيتر فون بورغ 77' · ليمبروبر 118' | تقرير     | ميتن أوكتاي 85'، 92' |

تعادل الفريقان 2-2 في المباراة الفاصلة، وتأهل فريق زيورخ عن طريق رمي قطعة معدنية بطريقة القرعة.
| ريال مدريد                                                                                                | 5–3   | دينامو بوخارست                                                  |
| --- | ----- | --------------------------------------------------------------- |
| فيليكس ريوز 4' · ألفريدو دي ستيفانو 19' · أمانسيو أمارو 51' · إغناسيو زوكو 60' · فيرينتس بوشكاش 63' (ض.ج) | تقرير | آون نونويلر 25' · كونستاتين فراتيلا 49' · آون براكلاب 71' (ض.ج) |

ريال مدريد فاز 8–4 في المجموع.
| إيه سي ميلان                                                                       | 5–2   | نادي نوركوبنغ                                  |
| ---------------------------------------------------------------------------------- | ----- | ---------------------------------------------- |
| جوزيه ألتافيني 34'، 38'، 77' · بورن نوردكفيست 43' (هدف في مرماه) · جاني ريفيرا 50' | تقرير | مارتينسون 30' · ماريو تريبي 88' (هدف في مرماه) |

ميلان فاز 6–3 في المجموع.

## ربع النهائي
| الفريق الأول  | إجم. | الفريق الثاني    | مباراة الذهاب | مباراة الإياب |
| ------------- | ---- | ---------------- | ------------- | ------------- |
| دوكلا براغ    | 3–5  | بوروسيا دورتموند | 0–4           | 3–1           |
| نادي بارتيزان | 1–4  | إنتر ميلان       | 0–2           | 1–2           |
| نادي آيندهوفن | 2–3  | نادي زيورخ       | 1–0           | 1–3           |
| ريال مدريد    | 4–3  | إيه سي ميلان     | 4–1           | 0–2           |

### مباريات الذهاب
| دوكلا براغ | 0–4   | بوروسيا دورتموند                                                        |
| ---------- | ----- | ----------------------------------------------------------------------- |
|            | تقرير | فرانز برونغز 30' · فريدهيلم كونيتزكا 56' · رينهولد ووساب 70' (ض.ج)، 89' |

| نادي بارتيزان | 0–2   | إنتر ميلان                            |
| ------------- | ----- | ------------------------------------- |
|               | تقرير | جير دا كوستا 48' · ساندرو ماتسولا 89' |

| نادي آيندهوفن    | 1–0   | نادي زيورخ |
| ---------------- | ----- | ---------- |
| بيرت ثيونسين 85' | تقرير |            |

| ريال مدريد                                                                            | 4–1   | إيه سي ميلان      |
| ------------------------------------------------------------------------------------- | ----- | ----------------- |
| أمانسيو أمارو 17' · فيرينتس بوشكاش 44' · ألفريدو دي ستيفانو 59' · فرانشيسكو خينتو 64' | تقرير | جوفاني لوديتي 83' |

### مباريات الإياب
| بوروسيا دورتموند   | 1–3   | دوكلا براغ                                |
| ------------------ | ----- | ----------------------------------------- |
| بورغارد ريلويس 20' | تقرير | ميروسلاف رودر 40' · جوزيف جيلينك 68'، 87' |

دورتموند فاز 5–3 في المجموع.
| إنتر ميلان                         | 2–1   | نادي بارتيزان  |
| ---------------------------------- | ----- | -------------- |
| ماريو كورسو 25' · جير دا كوستا 42' | تقرير | ماني باجيك 68' |

إنتر ميلان فاز 4–1 في المجموع.
| نادي زيورخ                                         | 3–1   | نادي آيندهوفن      |
| -------------------------------------------------- | ----- | ------------------ |
| كلاوس ستورمر 2' · برونو بريزي 18' · ديتر روفلي 56' | تقرير | لامبرت فيردونك 35' |

زيورخ فاز 3–2 في المجموع.
| إيه سي ميلان                          | 2–0   | ريال مدريد |
| ------------------------------------- | ----- | ---------- |
| جوفاني لوديتي 6' · جوزيه ألتافيني 46' | تقرير |            |

ريال مدريدفاز 4–3 في المجموع.

## نصف النهائي
| الفريق الأول     | إجم. | الفريق الثاني | مباراة الذهاب | مباراة الإياب |
| ---------------- | ---- | ------------- | ------------- | ------------- |
| بوروسيا دورتموند | 2–4  | إنتر ميلان    | 2–2           | 0–2           |
| نادي زيورخ       | 1–8  | ريال مدريد    | 1–2           | 0–6           |

### مباريات الذهاب
| بوروسيا دورتموند      | 2–2   | إنتر ميلان                          |
| --------------------- | ----- | ----------------------------------- |
| فرانز برونغز 23'، 28' | تقرير | ساندرو ماتسولا 4' · ماريو كورسو 41' |

| نادي زيورخ      | 1–2   | ريال مدريد                                     |
| --------------- | ----- | ---------------------------------------------- |
| برونو بريزي 71' | تقرير | ألفريدو دي ستيفانو 16' · رافاييل هيرنانديز 25' |

### مباريات الإياب
| إنتر ميلان                            | 2–0   | بوروسيا دورتموند |
| ------------------------------------- | ----- | ---------------- |
| ساندرو ماتسولا 48' · جير دا كوستا 75' | تقرير |                  |

إنتر ميلان فاز 4–2 في المجموع.
| ريال مدريد | 6–0   | نادي زيورخ |
| --- | ----- | ---------- |
| إغناسيو زوكو 9' · رافاييل هيرنانديز 14' · لوسيان مولر 16' · فيرينتس بوشكاش 70' · ألفريدو دي ستيفانو 79' · أمانسيو أمارو 87' | تقرير |            |

ريال مدريد فاز 8–1 في المجموع.

## النهائي
| إنتر ميلان                                   | 3–1   | ريال مدريد            |
| -------------------------------------------- | ----- | --------------------- |
| ساندرو ماتسولا 43'، 76' · أوريليو ميلاني 61' | تقرير | رافاييل هيرنانديز 70' |

## قائمة الهدافين
7 أهداف
- فلاديكا كوفاتشيفيتش ( بارتيزان)
- ساندرو ماتسولا ( إنتر ميلان)
- فيرينتس بوشكاش ( ريال مدريد)